# St. Nicolai Andreas (Biegen)

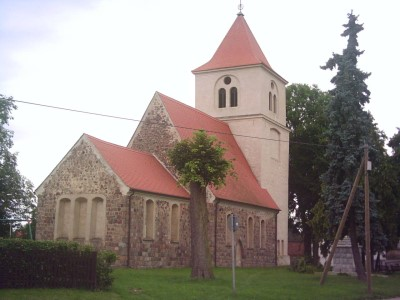
Kirche St. Nicolai Andreas zu Biegen

Die Kirche St. Nicolai Andreas zu Biegen wurde vermutlich um 1270 erbaut, da massive Kirchen etwa zehn bis zwanzig Jahre nach der Ortsgründung errichtet wurden. Das Dorf Bigyn wurde bereits 1253 gegründet und heißt heute Biegen, ein Ortsteil der Gemeinde Briesen (Mark), Landkreis Oder-Spree. Sie gehört zum Kirchenkreis Oderland-Spree der Evangelischen Kirche Berlin-Brandenburg-schlesische Oberlausitz.

## Gebäude und Geschichte
Die Kirche ist aus behauenen Granitfindlingen, mit kleinen, für die Entstehungszeit typischen Fenster- und Türöffnungen, man hielt die Fensteröffnungen möglichst schmal, da Glas damals sehr kostbar war. Die Mauern sind 90 cm dick, „echte“ Wehrkirchen aus Süddeutschland, welche an den Landesgrenzen erbaut wurden, haben sogar Wandstärken vom 120 cm und mehr, trotzdem konnte die Kirche in unruhigen Zeiten auch dem Schutz der Dorfbewohner dienen, da die zweischalige Bauweise der Feldsteinmauern und die Bauhöhe entsprechende Wandstärken voraussetzte. Die Ost-West-Ausrichtung der Kirche entspricht der alten Glaubensvorstellung, dass Jerusalem generell im Osten lag. Die erste Baulinie der neu zu erbauenden Kirche wurde am Tage des Patroziniums (Heiligenpatronats) nach dem Punkt des Sonnenaufgangs ausgerichtet. Hatte die Kirche zwei Titelheilige, wurden entweder die Winkel gemittelt oder nördliche und südliche Langhauswand wurden unterschiedlich ausgerichtet. In frühchristlicher Zeit wurden Kultstätten, an denen ein Märtyrer oder dessen Reliquien beigesetzt waren, nach diesem benannt und ihm geweiht. In Biegen fanden sich zwei Beutel mit Reliquien des Heiligen Eucharius bei der Restaurierung des Altars im Jahre 1958.
Nach der Reformation wurde das Priesterportal vermauert, es erfolgte der Einbau einer hölzernen Hufeisenempore und die Kanzel wurde in die Nähe des Triumphbogens gerückt, nach dem eine neue eingebaut werden musste, da die bisherige im Siebenjährigen Krieg zerstört wurde. Der Kirchturm erhielt nach dem Brand 1794 ein Oberteil aus Backstein, die Fenster wurden umgebaut und erhielten Korbbögen, der Chor wurde um einen Anbau erweitert. Im Turmoberteil befinden sich Schallöffnungen und die Aufhängung für zwei Glocken. Der Turm wurde mit einem Zeltdach versehen und einer Wetterfahne. Um 1900 befindet sich im Turm eine Turmuhr. Die Glocken stammten aus dem 14. bzw. 15. Jahrhundert, die „jüngere“ musste im Jahre 1917 abgeliefert werden. Sie wurde später ersetzt, jedoch 1944 zum Einschmelzen entwendet. Durch Beschuss im Jahr 1945 wurde die Kirche zu 80 % zerstört und die alte Glocke aus dem 14. Jahrhundert zerbirst. Nach dem Krieg wird die Kirche wieder aufgebaut und die entwendete Glocke kehrt von Glockenfriedhof zurück. Eine zweite, aus Hasselbusch (Niesporowice), Kreis Soldin, heute Polen, kommt an die Stelle der zerborstenen. Sie ist aus dem Jahre 1670, gegossen von Lorenz Kökeritz aus Stettin. Umfängliche Sanierungsarbeiten in der Folgezeit bis heute erhielten eine bedeutende Kirche der Region.

## Ausstattung

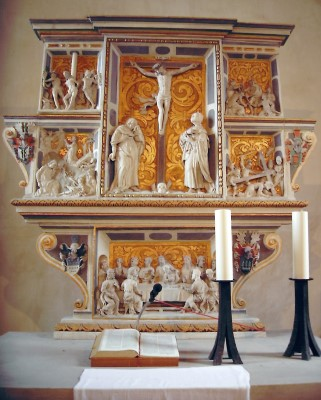
Altar der Kirche

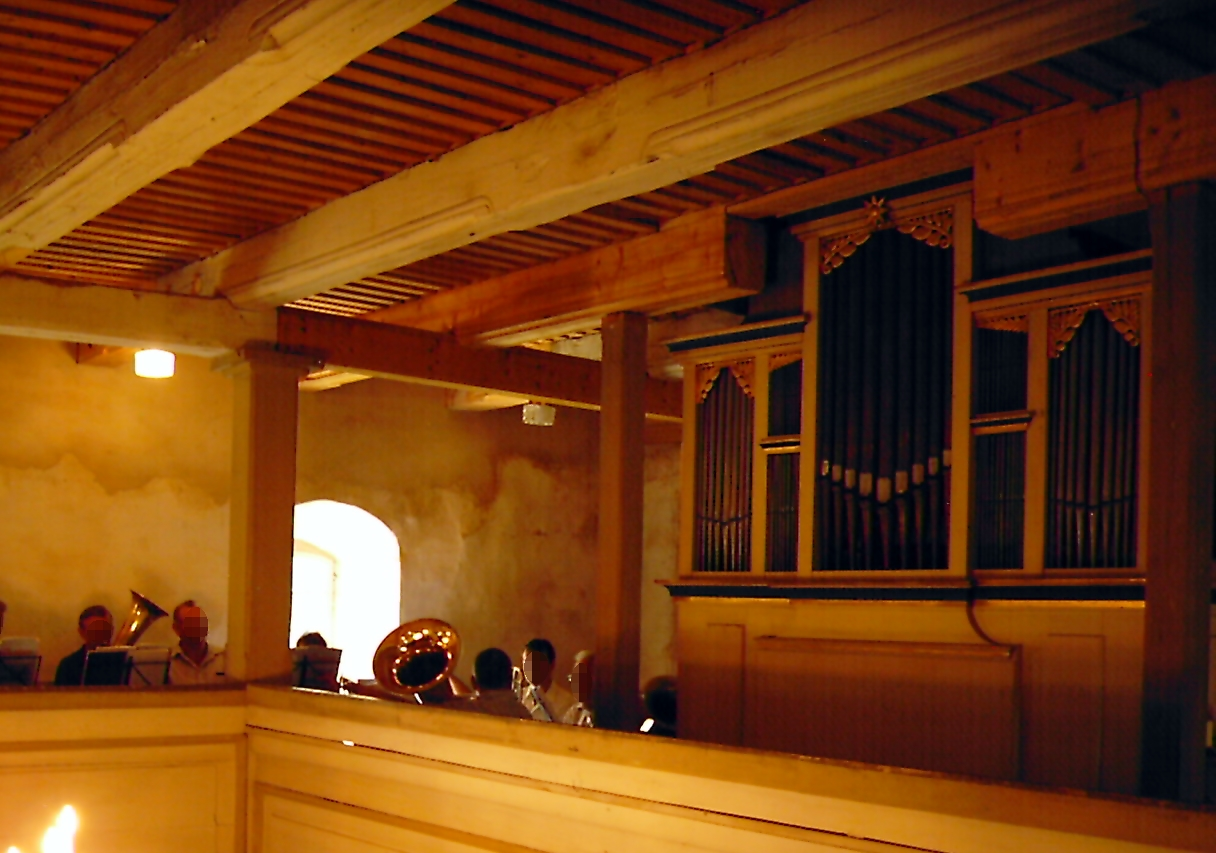
Sauer-Orgel

Der Spätrenaissance-Altar ist durch die besonders plastisch aus Sandstein gearbeitete Passionsgeschichte einzigartig in der Region; er hat den Aufbau eines Flügelaltars und steht unter Denkmalschutz.
In der Predella: Großes Abendmahl Jesu am Gründonnerstag, des Weiteren Szenen von Jesus im Garten Gethsemane, hier betet er in der Nacht vor seiner Verhaftung bei seinen Jüngern, der Meister aus Nazareth wird verspottet und ausgepeitscht, ihm wird von den römischen Soldaten die Dornenkrone aufgesetzt, Jesus bricht unter der Last des Kreuzes zusammen, Kreuzungsszene, zu sehen sind Maria, die Mutter Jesu, und der Jünger, den Jesus lieb hatte, vermutlich Johannes, es gibt aber auch Deutungen, welche auf Petrus schließen. Das Kreuz steht auf einem Totenschädel, Symbol für den Platz Golgatha (übersetzt: Schädel). Der Gekreuzigte, Auferweckte, hat dem Tod die letzte Verbindlichkeit – die Macht – genommen. Es sind die vier Wappen der Patronatsfamilien von Röbel, von Krummensee, von Biesenbrow und von Mörner zu sehen. Die von Mörner hatten seit 1351 das Privileg, brandenburgische Kelpfennige und stettinische Vinkenaugen zu schlagen.
An den Wändern der Kirche sind Malereien aus der Zeit um 1400 zu sehen, mit Passionsszenen (Abendmahl, Judaskuss, Verhaftung in Getsemani), Heiligenfiguren: Andreas, Katharina und Hedwig, Wappen und Weihekreuze, einem Weltengerichtschristus in der Mandorla, einem Posaunenengel sowie dem bemalten Triumphbogen.
Ein Epitaph von 1601 zeigt einen der Besitzer, Hans von Gelnitz, in voller Lebensgröße.
Die Taufe ist aus der ersten Hälfte des 18. Jahrhunderts.

### Orgel
Die Sauer-Orgel Opus 1503 wurde um 1936 eingebaut, vermutlich in das vorhandene Gehäuse einer älteren Orgel. Die 1945 geplünderte Orgel wurde durch die Firma Sauer 1950 instand gesetzt und die Disposition geändert. Im Jahre 1960 wurde sie mit einem neuen Zinnprospekt ausgestattet. Die Reinigung der Orgel erfolgte 1999 durch Christian Scheffler aus der Orgelbauwerkstatt in Sieversdorf.
Ausstattung: Pneumatische Taschenladen.
| I Manual C–g3 |    |   |
| Principal     | 8′ |   |
| Blockflöte    | 4′ | V |
| Mixtur III–IV | 2′ |   |

| II Manual C–g3 |    |   |
| Gedackt        | 8′ |   |
| Salicional     | 8′ | V |
| Principal      | 4′ |   |

| Pedal C–d1         |     |   |
| Subbass            | 16′ |   |
| Gedackt (aus II)   | 8′  |   |
| Prinzipal (aus II) | 4′  |   |
| Flöte              | 2′  | V |

- Koppeln: II/I, I/P, II/P,
- Spielhilfen: Tutti, 2 unbeschriftete Registerwippen, möglicherweise Oktavkoppeln

V = vakant